# Fleischer (facteurs de clavecins)
Pour les articles homonymes, voir Fleischer.
Cette page explique l’histoire ou répertorie les différents membres de la famille Fleischer.

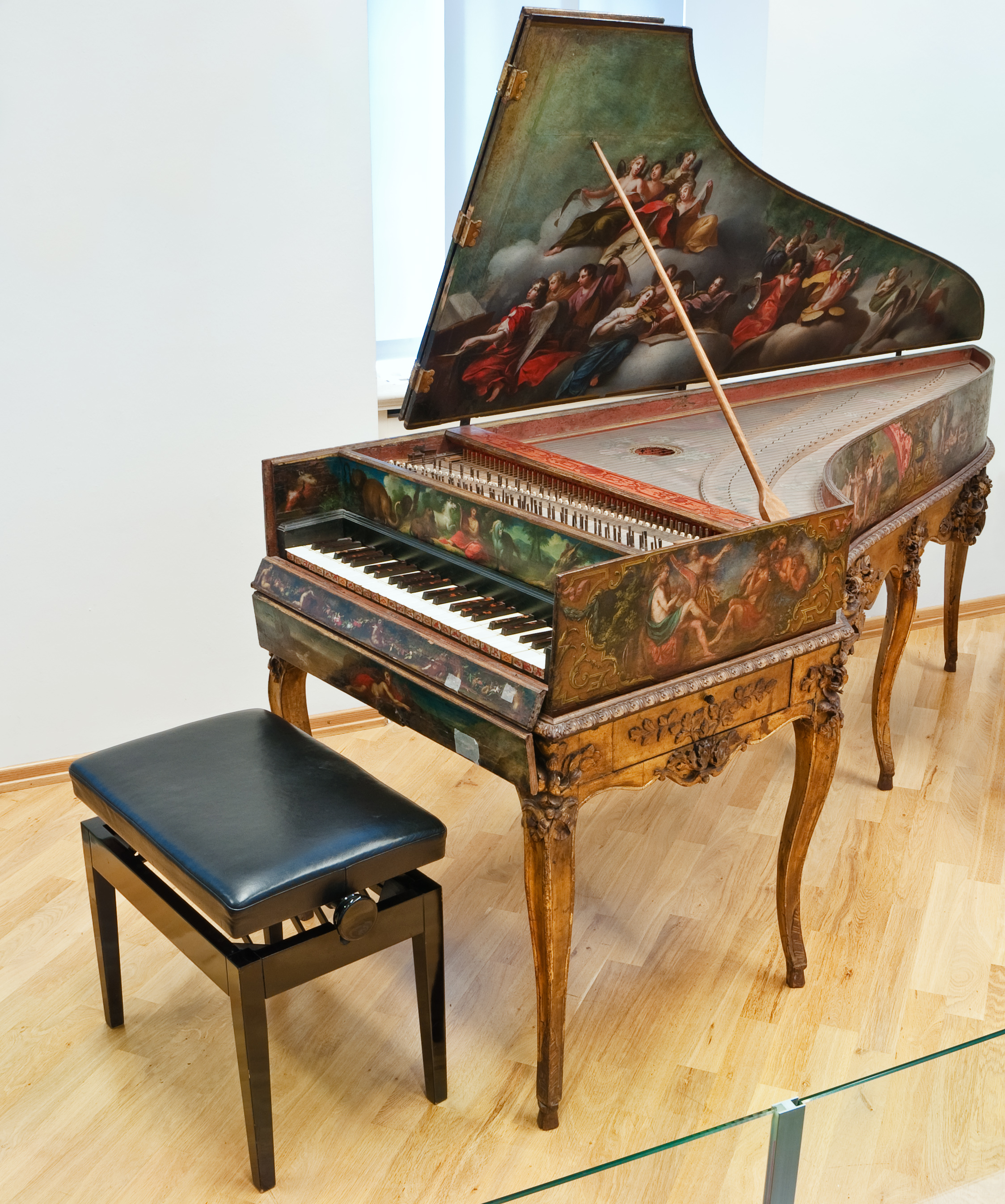
C.C. Fleischer 1716
Hambourg, Museum für hamburgische Geschichte.

Les Fleischer sont une importante famille de facteurs de clavecins actifs à Hambourg aux XVIIe et XVIIIe siècles.
La famille a pour ancêtre Hans Christoph (1638-avant 1694), luthier et facteur d'instruments. Il a deux fils dans la profession : Johann Christoph (1676-vers 1728) et Carl Conrad (1680-1721 ?).

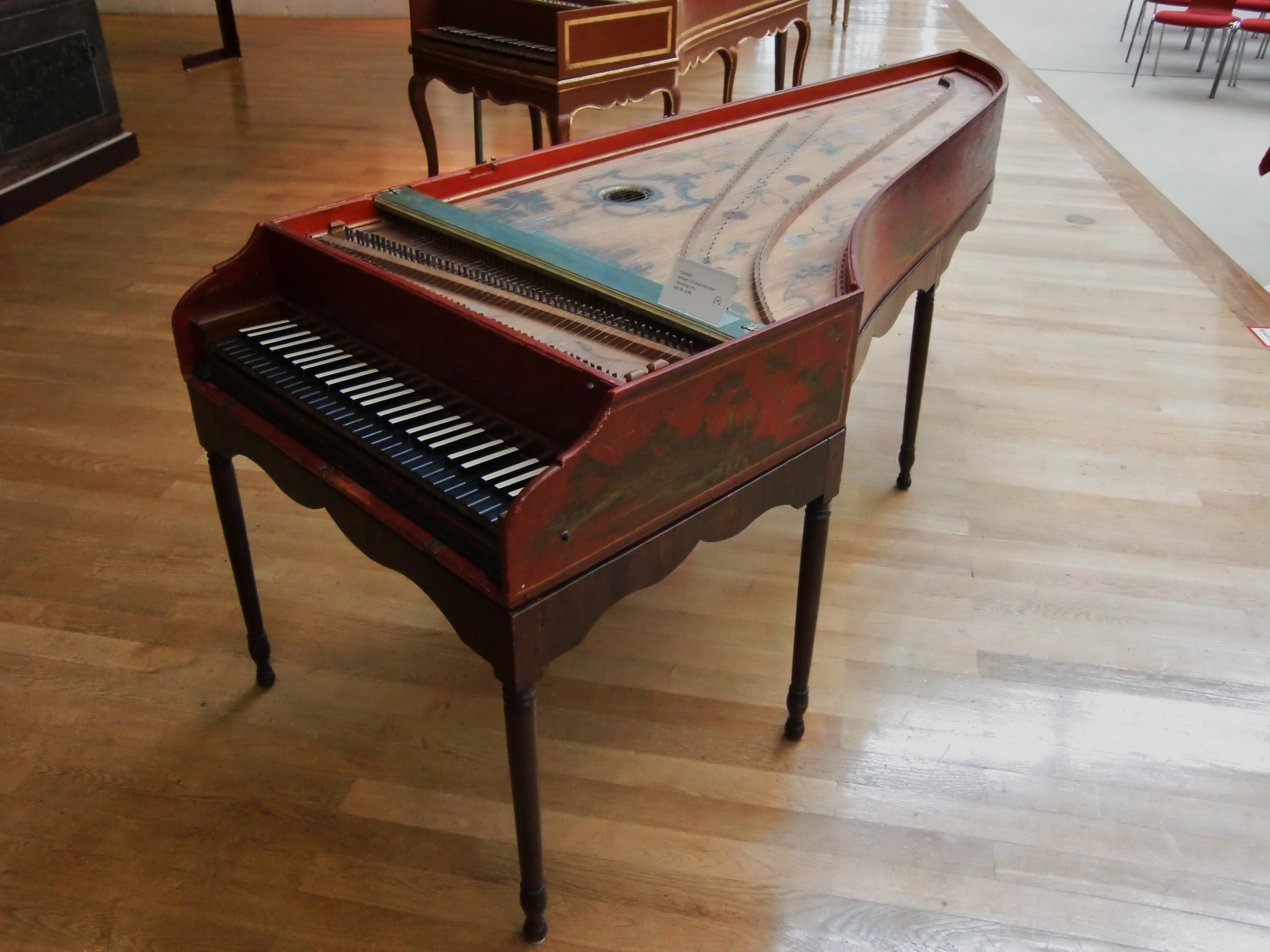
J.C. Fleischer 1710
Berlin, Musikinstrumentenmuseum.

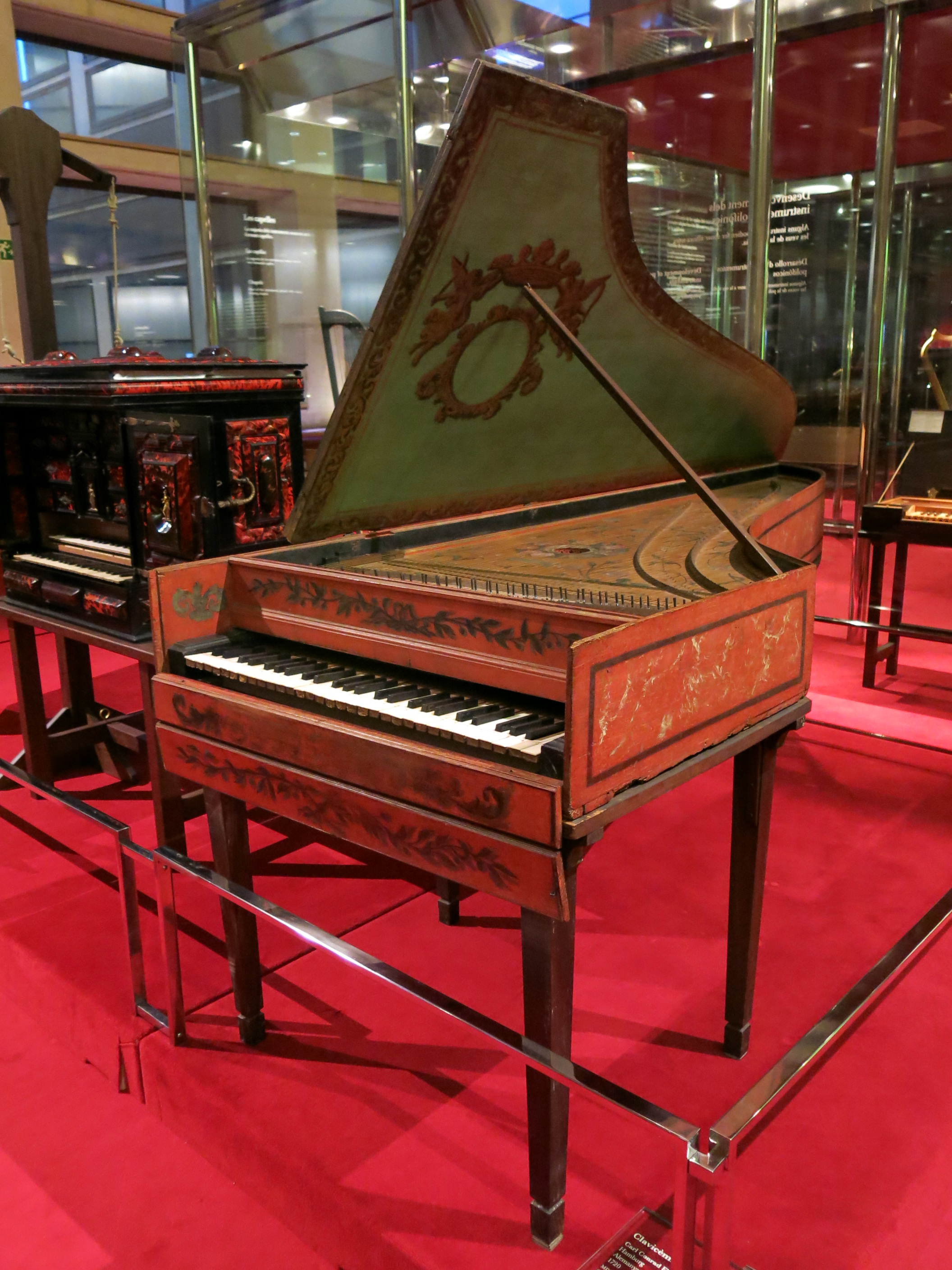
C.C. Fleischer 1720
Barcelone, Museu de la Música.

De Johann Christoph sont conservés six instruments (cinq clavicordes et un seul clavecin, daté 1710) ; ce plus ancien clavecin hambourgeois connu possède un clavier, de sol-1 à do5. Disposé 2 × 8' + 1 × 4', il n'a que deux jeux de cordes (module de 34 cm) et les deux jeux de 8' se partagent les mêmes cordes : ils ne sont pas joués ensemble et ne servent qu'à varier le timbre. Le jeu de 4', dépourvu d'étouffoirs, résonne harmoniquement. L'instrument est relativement petit (223 × 83 cm) et d'apparence plutôt fine et élégante — l'avant de l'échine et de la joue a été découpé en arrondi postérieurement et il a perdu son couvercle. La caisse, au renforcement interne minimal, est ornée de chinoiseries sur fond rouge ; la table d'harmonie comporte un riche décor floral et l'ouïe, une rosace en parchemin finement ouvragée, en forme de « gâteau de mariage inversé ».
De Carl Conrad subsistent trois clavecins dont deux datés de 1716 et 1720. Ces instruments sont disposés 2 × 8' + 1 × 4' avec jeu de luth. Les étendues respectives restent courtes (quatre octaves de do1 à do5 pour le 1716, sol-1 à do5 pour le 1720). L'influence des Ruckers est sensible, et l'instrument de 1716 se distingue par une décoration peinte particulièrement riche concernant même l'échine (habituellement l'échine, étant adossée à un mur, n'est pas décorée). Après le décès de Carl Conrad, sa veuve épousa Christian Zell, autre célèbre facteur hambourgeois.
Les clavecins Fleischer ont une éclisse courbe doublement incurvée en forme de « S », à la mode de Hambourg. Un détail particulier propre aux clavecins de la famille est leur rosace composée de multiples couches de parchemin découpé avec finesse, colorées ou dorées, formant en creux ce qu'Edward L. Kottick compare à un gâteau de mariage inversé (« upside-down wedding cakes »).

Rosaces caractéristiques de la famille Fleischer
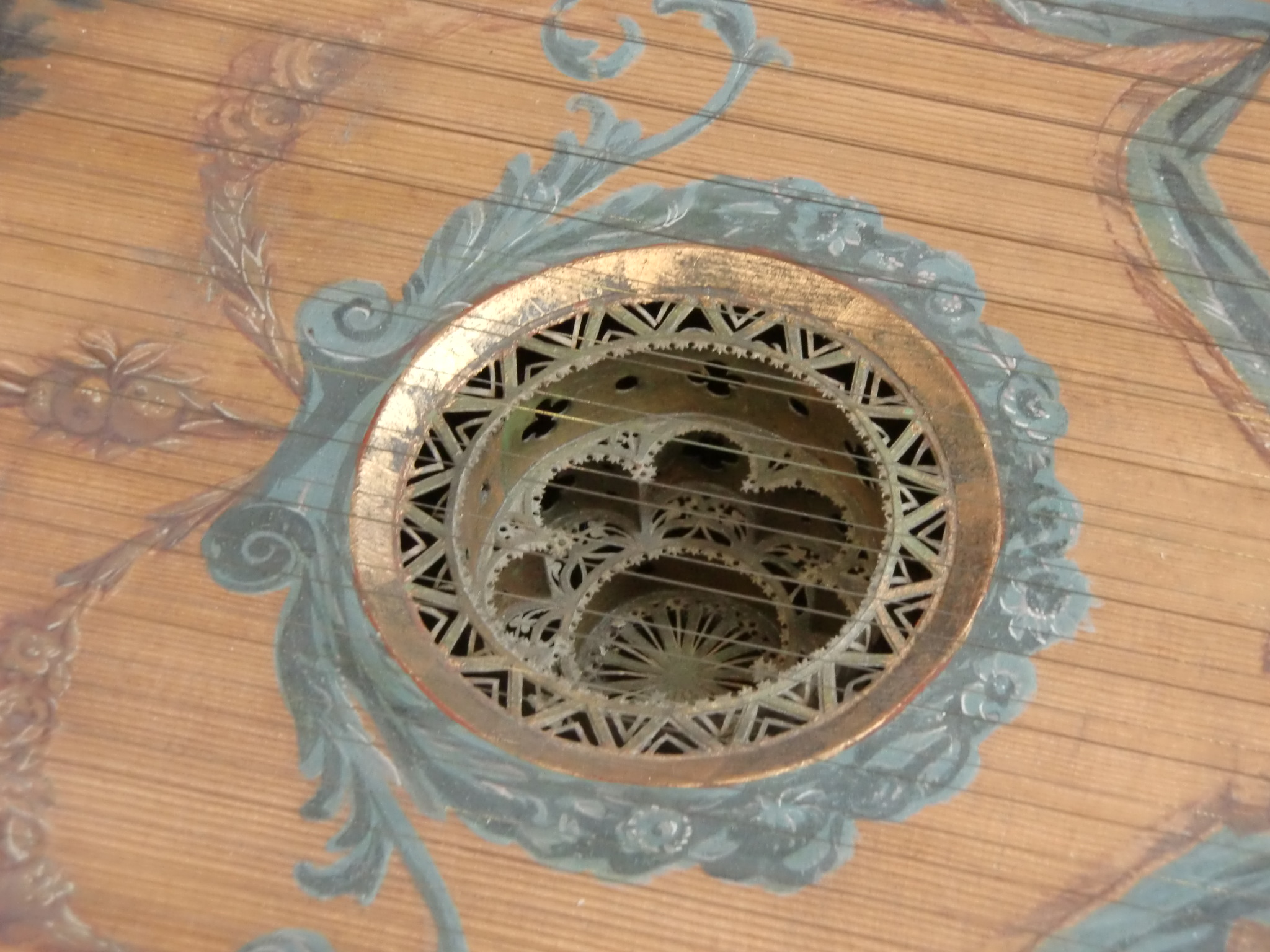
Rosace du clavecin de 1710 par Johann Christoph Fleischer.
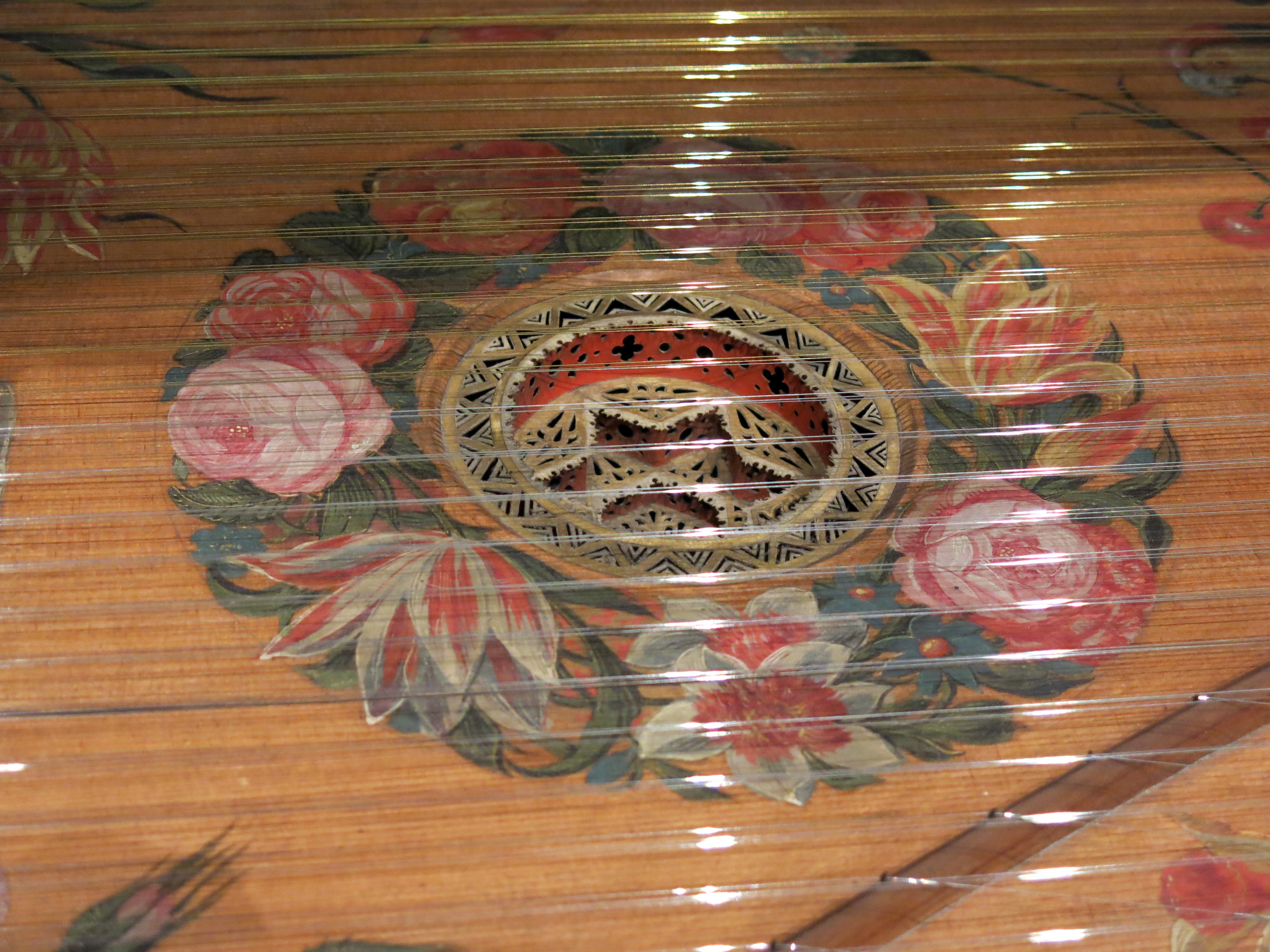
Rosace du clavecin de 1720 par Karl Conrad Fleischer.

## Sources bibliographiques
(en) Donald H. Boalch, Makers of the harpsichord and clavichord 1440-1840, Oxford University Press, Oxford, 1974, 2e éd. (1re éd. 1956), 225 p.  (ISBN 0 19 816123 9)
(en) Edward L. Kottick, A history of the harpsichord, Bloomington, Indiana University Press, 2003, 1re éd., 557 p. (ISBN 0-253-34166-3, lire en ligne)
1. ↑  p. 309.

(de) Gesine Haase et Dieter Krickeberg (préf. Dagmar Droysen-Reber, ill. Horst Rase), Tasteninstrumente des Museums : Kielklaviere - Clavichorde : Hammerklaviere, Berlin, Staatliches Institut für Musikforschung Preussischer Kulturbesitz, 1981, 120 p. (ISBN 978-3-922378-03-7)
1. ↑  p. 35.